# 郑惠强
郑惠强（1953年2月—），广东潮阳人，汉族，中华人民共和国政治人物，同济大学教授、副校长。
加入中国民主同盟，担任十一届全国政协常务委员、民盟中央常委、上海市委主委。2007年12月，在民盟十届一中全会上，他出任民盟中央副主席的职务。2008年，当选第十一届全国政协常务委员，代表中国民主同盟，分入第六组。